# Steven Pasquale
Steven J. Pasquale (* 18. November 1976 in Hershey, Pennsylvania) ist ein US-amerikanischer Schauspieler.

## Leben
Pasquale erlebte sein Debüt in der HBO-Serie Six Feet Under – Gestorben wird immer. Bekannt wurde er durch seine Rolle des Sean Garrity in der von Kritikern hochgelobten Serie Rescue Me. Er spielte auch in dem Film Aliens vs. Predator 2 mit.
Er wirkte in zahlreichen Theater-Produktionen mit. Dazu gehörte die Rolle des Fabrizio in der Originalbesetzung von The Light in the Piazza. Sein Mitwirken bei Rescue Me hinderte ihn daran, in der Hauptrolle am Broadway aufzutreten. Er spielte außerdem den Busfahrer und das Objekt unerwiderter homosexueller Begierde Robbie Faye in A Man of No Importance. In dem Musical The Spitfire Grill war er als  Sheriff Joe Sutter mit dem Song „Forest For The Trees“ zu sehen.
Als Archibald Craven gehörte er zur Besetzung von Der geheime Garten bei einem Konzert der Joey DiPaolo AIDS-Stiftung  mit Michael Arden, Jaclyn Nedenthal, Will Chase, Laura Benanti, Max von Essen und Celia Keenan-Bolger. Mit Arden arbeitete er auch bei einer Lesung von Arden's Easter Rising zusammen – als Caleb, einem homosexuellen Mann, der am Ende seines Kampfes gegen den Krebs mit seinem Geliebten wieder zusammenkommt, nachdem er ihm zuvor 67 Briefe geschrieben hatte.
Im Jahr 2009 gab das Plattenlabel PS Classics bekannt, sein erstes Album Somethin' Like Love zu veröffentlichen. Ein Jazz-Album produziert von Jessica Molaskey und John Pizzarelli wurde im April des Jahres veröffentlicht. Außerdem wirkte er in der Broadwayproduktion von Neil LaButes Stück Reasons to be pretty  mit. In der bei NBC ausgestrahlten Dramaserie Do No Harm übernahm er die Rolle des Dr. Jason Cole. Die Serie wurde jedoch nach der zweiten ausgestrahlten Episoden abgesetzt.
Pasquale war von 2007 bis 2013 mit der mit einem Tony Award ausgezeichneten Schauspielerin Laura Benanti verheiratet, der er auf dem Konzert von The Secret Garden begegnete.

## Filmografie (Auswahl)
- 2001: Six Feet Under – Gestorben wird immer (Six Feet Under) (Fernsehserie, 2 Folgen)
- 2004–2011: Rescue Me (Fernsehserie, 93 Folgen)
- 2007: Aliens vs. Predator 2 (Aliens vs. Predators: Requiem)
- 2012: Koma (Miniserie)
- 2012: Up All Night (Fernsehserie, 4 Folgen)
- 2013: Do No Harm (Fernsehserie, 12 Folgen)
- 2013: Over/Under (Fernsehfilm)
- 2014: White Collar (Fernsehserie, Folge 5x12)
- 2014–2015: Good Wife (The Good Wife, Fernsehserie, 13 Folgen)
- 2015–2016: Bloodline (Fernsehserie, 8 Folgen)
- 2016: American Crime Story (Fernsehserie, 5 Folgen)
- 2017: Doubt (Fernsehserie, 13 Folgen)
- 2018: Divorce (Fernsehserie, 4 Folgen)
- 2019: American Son